# Burg Coraidelstein
Die Burg Coraidelstein, auch Burg Klotten genannt, ist die Ruine einer Hangburg bei 177 m ü. NN auf einer Bergkuppe an der Mosel oberhalb der Gemeinde Klotten im Landkreis Cochem-Zell in Rheinland-Pfalz.

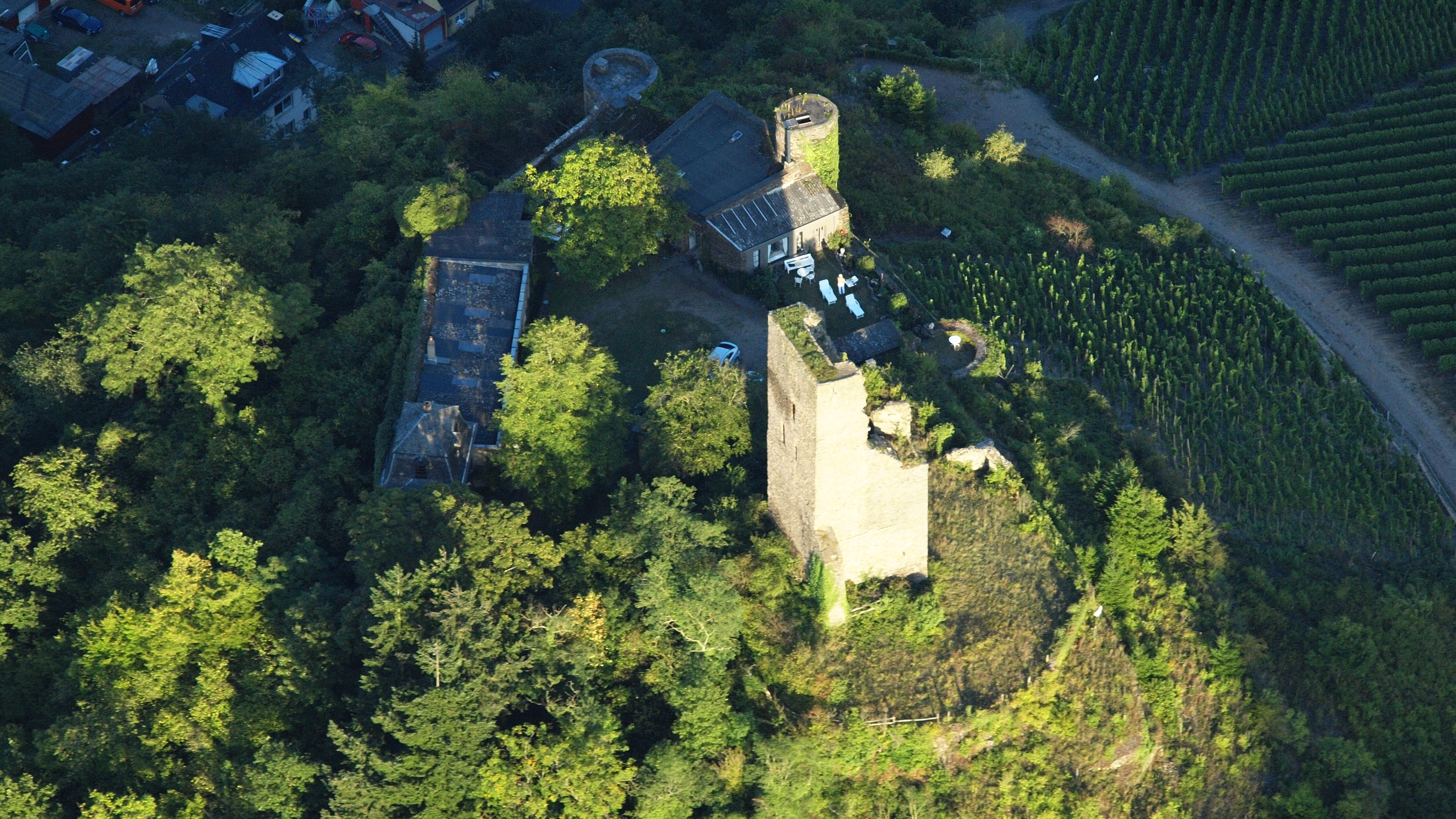
Burg Coraidelstein, Luftaufnahme (2015)

## Geschichte
Der örtlichen Überlieferung nach wurde die Höhenburg 960 vom Lothringischen Pfalzgraf Hermann I., welcher dem Geschlecht der Ezzonen zugeordnet werden kann, gegründet. Diesen Überlieferungen folgend lebte u. a. die polnische Königin Richeza (teilweise auch Rixa, polnisch Rycheza; * um 995; † 21. März 1063 in Saalfeld), die ab 1025 als Ehefrau Mieszkos II. Königin von Polen war, nach dem Tode ihres Mannes ab 1036 auf Gütern ihrer väterlichen Familie, der Ezzonen im Heiligen Römischen Reich, unter anderem in Klotten, auf Burg Coraidelstein, ihrer Sommerresidenz. Die erste sichere Erwähnung der Reichsburg Klotten stammt jedoch erst von 1294. Zu diesem Zeitpunkt gelangte die Burg an den Trierer Erzbischof. Die Übertragung an Kurtrier wurde 1346 bestätigt. Ein gleichnamiges Rittergeschlecht lässt sich schon früher nachweisen. 
Von 1410 bis 1542 hatten die Herren von Winneburg die Burg als Lehen. Danach kam es zur Teilung, 1545 war Heinrich von Hagen mit einem Teil der Burg belehnt, während die Erben der Winneburger, die Haust von Ulmen, die Höin von Hartenfels sowie Hugo und Gerlach Zandt von Merl ebenfalls Anteile an der Burg innehatten.
Ab 1654 hat Johann Eberhard von Kesselstatt Burg Klotten als kurtrierisches Lehen und war dann bis 1917 im Besitz der Reichsfreiherren von Kesselstatt.
Die Burg wurde bis 1830 bewohnt und ist zu einem unbestimmten Zeitpunkt zur Ruine geworden.
Im Jahre 1917 erwarb Hans Harney (1877–1954), ein ehemaliger Konsul und früherer Direktor der Deutschen Bank in Düsseldorf, die Burg von den Grafen von Kesselstatt und ließ dort zwei Wohnhäuser errichten. 1952 hatte dessen Tochter Else Harney gemeinsam mit ihrem Lebensgefährten Wendelin Stahl dort eine Töpferwerkstatt errichtet. Nach ihrem Tod 1984 betrieb Wendelin Stahl die Werkstatt dort noch bis zu seinem Tod im Jahr 2000 gemeinsam mit seiner einstigen Schülerin Ayca Riedinger. 

## Beschreibung
Ältester Teil der Burg ist die Ruine des romanischen Bergfriedes, der aufgrund einer ausgeprägten Lücke im Mauerwerk nicht bestiegen werden kann. Das Wohngebäude (Palas) wurde erst im 16. Jahrhundert erbaut und später ergänzt.

## Heutige Situation
Die Burg befindet sich heute in Privatbesitz und kann nicht besichtigt werden.